# 고명석
고명석(한국 한자: 高明錫, 1995년 9월 27일 ~ )은 대한민국의 축구 선수이다. 포지션은 수비수이며, 현 부리람 유나이티드에 소속되어 있다.

## 클럽 경력
홍익대학교 3학년을 마친 뒤, 2017 시즌을 앞두고 부천 FC 1995에 자유계약을 통해 입단했다. 신인임에도 팀의 주전을 꿰찼으며 7월 17일 FC 안양전에서 자신의 프로 데뷔골과 2호골을 동시에 터뜨렸다.
2018 시즌을 앞두고 대전 시티즌으로 이적했다. 9월 3일 열린 수원 FC와의 경기에서 대전 입단 후 첫 골을 기록했다.
2019 시즌을 앞두고 K리그1의 수원 삼성 블루윙즈에 입단했다.
2020 시즌을 앞두고 상주 상무로의 입대가 확정되었다. 그 후, 2021년 6월 23일에 전역하여 수원으로 복귀하였다.

## 국가대표팀 경력
2018년 1월 5일 AFC U-23 챔피언십 최종명단에 승선하였다. 고명석은 이 대회에서 3경기에 출전했다.

## 수상

### 팀

#### 수원 삼성 블루윙즈
- FA컵 우승: 2019